# 三池淵青年站
三池淵青年站（韓語：삼지연청년역）是朝鮮民主主義人民共和國两江道三池渊市三池淵邑的一個鐵路車站，属于三池渊线。

## 邻近车站
三池渊线
鯉明水青年站 - 三池淵青年站 - 三池淵池街站